# 541897 TRAPPIST
541897 TRAPPIST este o planetă minoră (asteroid) din centura de asteroizi. A fost descoperită pe 1 februarie 2012 la Observatorul La Silla de  și a fost numită după TRAPPIST⁠(d). 
Obiectul prezintă o orbită caracterizată de o semiaxă mare de 2,6019133437067 UAi, o excentricitate de 0,12696477961102, o înclinație de 15,453989253485 ° în raport cu ecliptica.